# 武子拳
 武子拳，又稱戊子拳，山東拳術，為中國武術流派之一。 2017年列入德州市非物质文化遗产名录，是少林寺拳法的分支。

## 源流
據說是梁山泊好漢所習的拳法，後傳入少林寺，在清朝初年一名少林僧游方至武城縣時，將這套拳法傳授給當地孫氏家族。。

## 介紹
武子拳的招式偏向小巧迅速，在徒手套路方面有三趟戊子拳跟黑虎拳、水滸拳、金剛拳、翻拳、衣衫母五趟單拳，器械套路則有武子鴛鴦鉞、黑虎槍、四連镗跟魚鐮進槍。

## 來源
1. ↑  武子拳：与孙武有关的少林功夫[]